# Gilet
Gilet är en fransk väst vars underkant avslutas med en rak kant. Den kom på modet under andra halvan av 1700-talet och bars oftast av män, men under biedermeiertiden bars den dock också av kvinnor. Den tillverkades oftast av färggranna tyger, sammet eller siden, och var ofta rikt broderad. I England tillverkades den ofta av vit piké och gick då under namnet newmarket. Under en tid var den så kort att den slutade under bröstet, men omkring 1840 blev den längre och samtidigt gjordes ryggen av ett billigare material.